# Эпискепсис
Эпикепсис (греч. ἐπίσκεψις, pl. episkepseis, ἐπισκέψεις) — фискальный район в Византийской империи X—XIII вв. В строгом техническом смысле относилось к поместью или другому имуществу, в некоторых случаях включая выделенные для содержания лиц императорской семьи, знатных домов или церквей и монастырей деревни или города. Как показывает историк Пол Магдалино, эпискепсии преимущественно располагались на побережье Эгейского моря, которое составляло лучшие пахотные земли Империи, или в плодородных внутренних районах, таких как Фракия и Фессалия. В XII в. этот термин относится также к фискальным подразделениям фем.
Как учреждение эпискепсис существовал уже в IX в., функции контролирующих их эпискетитов выполняли созданные Василием II секретоны оикеакона. Эпискепсис обозначается как имперское владение на протяжении всего своего существования в византийской истории. Эти владения или поместья были разделены на три типа: имперские, личные и церковные. Некоторые из примеров этих территорий включают Македонию, Милет и Алопекаи. Эпискепсис мог преобразовываться кураторию при стабильности и увеличении доходов. Например, Селевкия в X в. была эпискепсисом, но позже была преобразована в великую кураторию Тарсоса.